# Lliga croata d'handbol masculina
La Lliga croata d'handbol és la lliga nacional de Croàcia, que es disputa des del 1991 quan aquesta antiga república de Iugoslàvia aconseguí la independència. Fins aleshores els equips croates disputaven la Lliga iugoslava.
La lliga croata ha estat guanyada en totes les seves edicions fins al dia d'avui pel RK Zagreb.

## Historial
- 1991: RK Zagreb
- 1992: RK Zagreb
- 1993: RK Zagreb
- 1994: RK Zagreb
- 1995: RK Zagreb
- 1996: RK Zagreb
- 1997: RK Zagreb
- 1998: RK Zagreb
- 1999: RK Zagreb
- 2000: RK Zagreb
- 2001: RK Zagreb
- 2002: RK Zagreb
- 2003: RK Zagreb
- 2004: RK Zagreb
- 2005: RK Zagreb
- 2006: RK Zagreb
- 2007: RK Zagreb
- 2008: RK Zagreb
- 2009: RK Zagreb